# Rex Kirton
Rex Stratton Kirton (3 de junio de 1942 – 4 de junio de 2024)fue un político local neozelandés en la Región de Wellington. Fue alcalde de Upper Hutt durante veinticuatro años hasta 2001, y luego sirvió tres términos en el Consejo Regional de Greater Wellington.

## Biografía
Kirton nació el 3 de junio de 1942. Se educó en la Escuela St Joseph's en Upper Hutt  y en el St Patrick's College, Silverstream, de 1955 a 1959, donde fue capitán del equipo de rugby 1st XV y campeón de tenis. Posteriormente, estudió en la Universidad Victoria de Wellington y en la Universidad de Otago, y trabajó en Inglaterra como contable.
Su padre, Bill, había trabajado en banca, luego se mudó a Upper Hutt donde dirigió una tienda general en la década de 1940, comprando más tarde tierras agrícolas en Whitemans Valley,  donde Rex, mientras era alcalde, vivía y trabajaba.
Kirton sirvió como vicepresidente de Wellington Cricket y presidente de la Unión de Rugby de Wellington.
Kirton falleció en Upper Hutt el 4 de junio de 2024.

## Gobierno local
Kirton fue elegido alcalde de Upper Hutt por primera vez en 1977. Cuando se retiró de este cargo en 2001, era el alcalde con más años de servicio en Nueva Zelanda en ese momento. En 2001, se postuló como representante de Upper Hutt en el Consejo Regional de Wellington. Sirvió tres términos hasta 2010 cuando fue derrotado por Paul Swain. En 2007, fue reelegido sin oposición. Fue presidente del comité de parques, bosques y servicios públicos del consejo regional.
En 1990, Kirton recibió la Medalla Conmemorativa de Nueva Zelanda 1990. En los Honores de Año Nuevo de 1997, fue nombrado Compañero de la Orden de Servicio de la Reina por sus servicios públicos. Kirton Drive, la calle principal del suburbio de Riverstone Terraces, lleva su nombre.